# Haplidoeme schlingeri
Haplidoeme schlingeri là một loài bọ cánh cứng trong họ Cerambycidae.